# 28051 Bruzzone
28051 Bruzzone è un asteroide della fascia principale. Scoperto nel 1998, presenta un'orbita caratterizzata da un semiasse maggiore pari a 2,8971651 au e da un'eccentricità di 0,0298281, inclinata di 0,97234° rispetto all'eclittica.
L'asteroide è dedicato all'astronomo uruguaiano Juan Sebastián Bruzzone.